# Монумент Победы в Пуккване

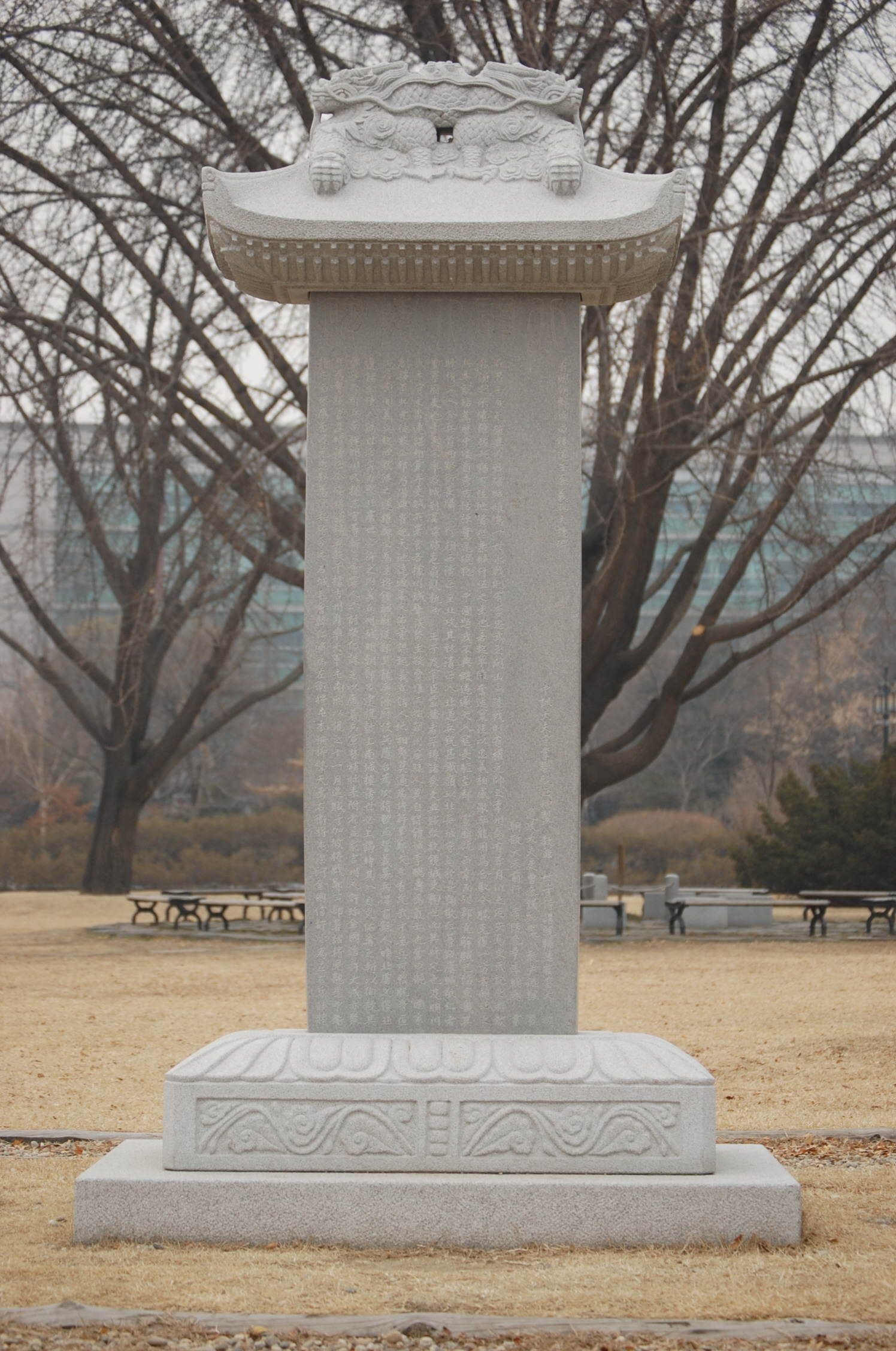
Монумент Победы в Пуккване

Монумент Победы в Пуккване (кор. 북관대첩비) — каменная мемориальная стела в Северной Корее, с победным текстом на классическом китайском языке, посвящённая победам корейско-китайской армии в период с 1592 и по 1597 годы над вторгшимися в Корею японскими армиями Хидеёси во время Имдинской войны. Входит в список Национального сокровища КНДР (№ 193).

## История
Монумент Победы в Пуккване был возведён в чосонскую эпоху, в 1707 году в местечке Кильджу, на территории нынешней Северной Кореи. Во время русско-японской войны 1904—1905 годов, во время оккупации Кореи японскими войсками, памятник в 1905 году был демонтирован японцами и вывезен из Кореи в Японию. Первоначально хранился в императорском музее. Уже после окончания Второй мировой войны, в 1969 году Монумент Победы был обнаружен в Токио, в лесу в кумирне при синтоистском храме Ясукуни, посвящённом павшим в боях за императора японским воинам. В этом помещении без освещения и надлежащих условий хранения историческая стела в безвестности простояла около 75 лет. Вопросом занимался Чо-Мюо-мюн[уточнить], директор Института корейских исследований в Токио. По настоянию посольства Южной Кореи в Японии, памятник был на торжественной церемонии 12 октября 2005 года передан Южной Корее. В 2006 году Южная Корея вернула его в КНДР для установки на первоначальном его месте — на территории нынешней северо-корейской провинции Хамгён-Пукто, в городе Кимчхэк, где он ранее простоял около 200 лет.

## Общие сведения
Монумент был установлен по указанию вана Сукчона в 1707 в память об одержанных в войне с Японией восьми победах. Каменная стела высотой в 187 сантиметров, и шириной в 66 сантиметров. На неё нанесены 1500 иероглифов, описывающих победы созданной в самом конце XVI столетия корейской армии, набранной из добровольцев, над врагом.

## Дополнения
- Retrieving of Historical Monument, Bukgwandaecheopbi, Korean Broadcasting System|KBS News
- Yasukuni monument returned to S Korea, «Japan Today», 13 October 2005
- Kilju / Kilchu / Kisshu / Gilju, globalsecurity.org